# Rocca di Botte
Rocca di Botte é uma comuna italiana da região dos Abruzos, província de Áquila, com cerca de 522 habitantes. Estende-se por uma área de 29 km², tendo uma densidade populacional de 18 hab/km². Faz fronteira com Arsoli (RM), Camerata Nuova (RM), Cappadocia, Cervara di Roma (RM), Oricola, Pereto.

## Demografia
| Variação demográfica do município entre 1861 e 2011                               |
|                                                                                   |
| Fonte: Istituto Nazionale di Statistica (ISTAT) - Elaboração gráfica da Wikipedia |